# Asia
Asia («Азія») — британський рок-гурт, заснований як супергурт у 1981 р. декількома ветеранами прогресивного року — Стіва Гау, Джеффрі Даунса (обидва Yes), Карла Палмера (Emerson, Lake & Palmer) і Джона Веттона (King Crimson). Всупереч усім очікуванням на нову неопрогресивну музику, цей гурт створив рок-альбоми, що були більше зорієнтовані на типову для 1980-х років поп-музику. До відоміших хітів початку діяльності гурту належать «Heat of the Moment», «Don't Cry» і «The Smile Has Left Your Eyes».
Справжній розвиток гурту розпочався у 1985 році після виходу їхнього третього альбому «Astra». Друге піднесення групи припадає на 1990 р. у вже зміненому складі.

## Учасники
- Джефф Даунс (Geoff Downes) — клавішні і вокал (Yes і The Buggles)
- Джон Веттон (John Wetton) — бас і вокал (King Crimson, UK і Uriah Heep)
- Ґреґ Лейк (Greg Lake) — бас і вокал (Emerson, Lake & Palmer))
- Стів Гау (Steve Howe) — гітара і вокал (Yes)
- Карл Палмер (Carl Palmer) — ударні (Emerson, Lake & Palmer)
- Менді Мейер (Mandy Meyer) — гітара і вокал
- Пет Тролл (Pat Thrall) — гітара і вокал
- Ел Пітреллі (Al Pitrelli) — гітара (Megadeth)
- Майкл Стурґіс (Michael Sturgis) — ударні
- Джон Пейн (John Payne) — бас і вокал
- Азіз Ібрагім (Aziz Ibrahim) — гітара
- Елліот Ренделл (Elliot Randall) — гітара
- Луїс Джардім (Luis Jardim) — перкусія
- Ґатрі Ґовен (Guthrie Govan) — гітара
- Кріс Слейд (Chris Slade) — ударні (Manfred Mann's Earth Band, Uriah Heep і AC/DC)
- Іан Крічтон (Ian Crichton) — гітара (Saga)
- Вінні Бернс (Vinny Burns) — гітара

## Дискографія

### Студійні альбоми
- 1982 — Asia
- 1983 — Alpha
- 1985 — Astra
- 1992 — Aqua
- 1994 — Aria
- 1996 — Arena
- 1999 — Rare
- 2001 — Aura
- 2004 — Silent Nation
- 2008 — Phoenix
- 2010 — Omega
- 2012 — XXX
- 2014 — Gravitas

### Збірки
- 1990 — Then & Now
- 1996 — Archiva Vol. 1
- 1996 — Archiva Vol. 2
- 1997 — Archives: Best of 1988–1997
- 1997 — Anthology
- 1999 — Axioms
- 2000 — The Very Best of Asia: Heat of the Moment (1982—1990)
- 2000 — The Collection
- 2002 — Anthologia
- 2002 — Classic Asia – Universal Masters Collection
- 2003 — 20th Century Masters – The Millennium Collection: The Best of Asia
- 2005 — Gold
- 2006 — Definitive Collection

### міні-альбоми
- 1986 — Aurora
- 2008 — Military Man